# Kasteel Ter Borch
Kasteel Ter Borch (ook: Kasteel Terborch of Kasteel Roosterborch) is een kasteel aan Lanterdijk 6 in Roosteren.
Op deze plaats stond een 15e-eeuws kasteel, dat echter in 1632 werd verwoest. Het kasteel was van 1764 tot 1860 in bezit van de familie De Plevits; de laatste vrouwelijke telg was getrouwd met Joannes Baptiste Petrus Barbou (1766-1854), lid van de raad van Roermond. Het huidige gebouw stamt uit 1880 en bevat mogelijk nog muurresten van het oude kasteel; opdrachtgever was J.A.O. Barbou.
Het kasteel omvat een centraal gebouw met trapgevel, dat geflankeerd wordt door twee vierkante torens welke bekroond worden door knobbelspitsen.
In 1971 woedde er een brand, maar in 1990 werd het kasteel gerestaureerd. Tegenwoordig wordt het bewoond door een particulier.